# Красовський Андрій Опанасович
Андрій Опанасович Красовський (22 квітня [4 травня] 1822, м. Київ, Російська імперія — 10 червня [22 червня] 1868, Нерчинськ, Забайкальська область, Російська імперія) — військовий, громадський діяч Російської імперії українського походження, дворянин, підполковник, соціаліст. Себе вважав  «вільним поляком».

## Життєпис
Народився у Києві в родині генерала Опанаса Красовського, відомого з часів російсько-перської та російсько-турецької воєн 1826—1829 років.
1840 року закінчив петербурзький Пажеський корпус. 1853 року брав участь у Дунайській кампанії Кримської війни, де командував гусарським ескадроном. Під час бою поблизу міста Каракал (нині місто в Румунії) був важко поранений. Після тривалого лікування залишився у війську. Під час Кавказької війни, отримав нові поранення й протягом року лікувався у Києві. Згодомм служив в Олександрійському гусарському полку у Санкт-Петербурзі, вступив до таємної революційної організації.
1859 року виїхав за кордон, де налагодив зв'язки з російською та польською еміграцією, а також познайомився з Джузеппе Гарібальді. Там встановив контакти з О. Герценом, який невдовзі став регулярно доставляти йому видання Вільної російської друкарні, що діяла у Лондоні, а Красовський розповсюджував їх серед опозиційно налаштованих до влади Російської імперії людей. Разом із забороненою літературою («Колокол», «Полярная звезда») він поширював також рукописні списки антисамодержавних поетичних творів Т. Шевченка. Сам Красовський свідчив, що особисто знав Тараса Шевченка.
Через деякий час після повернення з-за кордону, в чині підполковника, домігся 1861 року переведення на посаду викладача Київського кадетського корпусу. Саме тоді в Києві розгорнуло свою роботу таємне революційне товариство «Земля і воля». Разом з іншими його членами Красовський вів революційну пропаганду. Він сподівався, як свідчать його записи, що невдовзі почнеться селянська революція, і тому часто виїжджав у села, аби набути серед селян популярності. Водночас вивчав особливості мови, звичаї та побут селян. Навесні 1862 року певний час під виглядом селянина мешкав у місті Корсуні (нині місто Корсунь-Шевченківський), мешкав на квартирі родича Т. Шевченка — Варфоломія Григоровича Шевченка, з яким листувався і за допомогою якого організував панахиду в пам'ять поета і одержав на збереження деякі його особисті речі та рукописи. Під впливом Шевченкових поетичних творів сам почав писати вірші політичного змісту.
Коли після введення в державі так званих селянських уставних грамот навесні 1862 року розпочалися селянські заворушення, А. Красовський склав відозву до солдатів резервного батальйону Житомирського 56-го піхотного полку із закликом не йти на придушення селянських виступів. Під час однієї з акцій серед мешканців військового містечка у Богуславі влітку 1862 року був пізнаний та заарештований. На його квартирі проведений обшук, під час якого виявили нелегальну літературу, переписані ним поезії Т. Шевченка та його власні вірші.
Під час слідства, наприкінці липня 1862 року, до Красовського в камеру був переданий лист від солдатів Житомирського полку резервного батальйону: «Ваше Високоблагородіє! Мерзотники й падлюки, не гідні благородного імені, видали Вас, але в нас не всі такі, щоб Вас не розуміли по кревності. Самі Ви маєте змогу бачити, що чотирьох з Ваших листів не дошукалися, вони в нас, ми їх напам'ять завчили і в інші полки, кому слід, передали. Спасибі Вам, чесний, благородний страждальцю, за Вашу любов до бідного солдата і його брата бідного селянина. Такі офіцери, особливо полковники — рідкість…
Ваше Високоблагородіє! Ми за Вас будемо Бога молити, щоб Господь милосердний допоміг діло закінчити, красно дякуємо Вашому Високоблагородію, що і нас, селян, розумним словом не обминули. Житомирці».
Військово-польовий суд виніс йому вирок: визнати його винним та засудити до «позбавлення чинів, дворянської гідності, бронзової медалі в пам'ять війни 1853—1856 років, усіх прав власності і до смертної кари — розстрілом». Російський імператор Олександр II написав на вироку резолюцію: «Підполковнику Красовському замінити смертну кару політичною смертю з виконанням над ним обряду, для цього випадку в законах встановленого, і потім заслати на каторжну роботу в рудники строком на 12 років». У жовтні цього ж року під конвоєм Красовський був доставлений на еспланаду Києво-Печерської цитаделі. Після оголошення йому вироку суду із засудженням до страти на нього одягли довгу білу сорочку, зав'язали очі й прив'язали до стовпа, потім за командою в нього «стріляли». Після чого зачитали резолюцію імператора Олександра II про заслання й знову відвели до каземату Косого капоніру. Тим часом він тяжко захворів.
25 листопада 1862 року його, закутим у кайдани, таємно відправили до Тобольська. Там, після медичного огляду у лікаря, який дійшов висновку, що Красовський не витримає подальшої дороги, йому дозволили вирушити на каторгу «за власний рахунок на обивательській підводі під наглядом внутрішньої варти незакутим». Через 40 з лишком днів він прибув до Томська. Звідти був переправлений до Красноярська, де майже 2 місяці пролежав у лазареті. Під час перебування в Іркутську Красовський отримав повідомлення, що померла його дружина Марія.
Покарання відбував спочатку в рудниках Петровського Заводу, потім, за клопотанням родичів, — у Кадаї, на російсько-монгольському кордоні. У той самий час там відбував каторгу Микола Чернишевський). 1867 року разом з М. Чернишевським був відправлений у Александровський Завод. Йому було дозволено оселитися у приватному помешканні під наглядом поліції. Він налагодив зв'язки зі своїми товаришами на волі, популяризував серед місцевого населення Шевченкову поезію, готувався до втечі. 28 травня 1868 року залишив у кімнаті, де мешкав, записку про те, що «в ім'я свободи, рівності і святого братерства» він відмовляється бути підданим Росії й має намір продовжити свою боротьбу з політичною сатрапією з-за кордону. В тому ж духовному заповіті не підтримав героїчного замаху Д. Каракозова та А. Березовського на царя, вважаючи вбивство, окрім захисту перед озброєнним ворогом, найогиднішною справою.
25 червня 1868 року до Санкт-Петербурга надійшла телеграма, в якій повідомлялося, що «політичного злочинця Андрія Красовського, який втік з Александровського заводу Нерчинського округу, знайдено вбитим за 16 верст від зазначеного заводу, але поки що не відомо, чи сам він наважився на самогубство, чи причиною його смерті був хтось інший…» Про зміст телеграми доповіли імператору Олександру II і той наполіг на повторній експертизі з ідентифікації загиблого. Повторна експертиза підтвердила, що небіжчиком є А. Красовський. «Я вышел, чтоб итти в Китай. Шансы для меня чересчур неблагоприятны — я потерял ночью в дороге такие две вещи, которые непременно откроют мой след, — лучше умереть, чем отдаваться в руки врагов живым» — такими були останні слова загиблого, написані кров'ю.